# Vila de Cruces
Pour les articles homonymes, voir Vila.
Vila de Cruces est une commune espagnole, dans la province de Pontevedra en Galice. Elle est composée de 28 villages : Asorei, Oirós, Bodaño, San Pedro de Losón, Fontao, Merza, Sabrexo, Bascuas, Camanzo, Gres, Obra, Brandariz, Añobre, Salgueiros, Piloño, Carbia, Insua, Duxame, Loño, Arnego, Toiriz, Cumeiro, Larazo, Besexos, Ollares, Portodemouros, Ferreirós, et Vila de Cruces.